# Cheilomenes lunata
Cheilomenes lunata is een keversoort uit de familie lieveheersbeestjes (Coccinellidae). De wetenschappelijke naam van de soort is voor het eerst geldig gepubliceerd in 1775 door Fabricius.
De diersoort komt voor in Zimbabwe.